# 布瓦莫朗
布瓦莫朗（法語：Boismorand，法語發音：[bwamɔʁɑ̃]）是法国卢瓦雷省的一个市镇，属于蒙塔日区。

## 地理
布瓦莫朗（47°47'10"N, 2°43'8"E）面积25.15 平方千米，位于法国中央-卢瓦尔河谷大区卢瓦雷省，该省份为法国中北部省份，北起埃松省，西北接厄尔-卢瓦省，西南接卢瓦-谢尔省，南至涅夫勒省和谢尔省，东临约讷省，东北接塞纳-马恩省。
与布瓦莫朗接壤的市镇（或旧市镇、城区）包括：韦尼松河畔诺让、阿东、拉比西耶尔、莱舒、日安、圣热纳维耶韦-代布瓦。

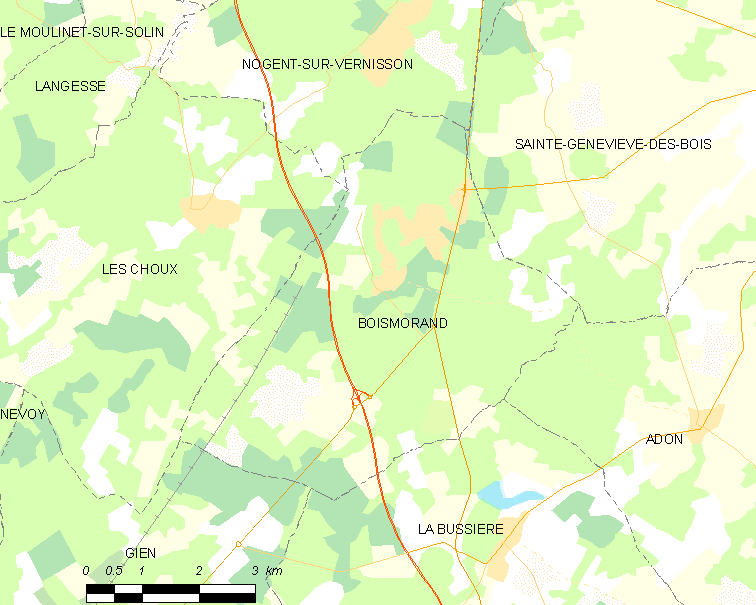
布瓦莫朗的OSM定位图

布瓦莫朗的时区为UTC+01:00、UTC+02:00（夏令时）。

## 行政
布瓦莫朗的邮政编码为45290，INSEE市镇编码为45036。

## 政治
布瓦莫朗所属的省级选区为日安县。

## 人口

1962-2008年间布瓦莫朗人口变化图示

布瓦莫朗于2022年1月1日时的人口数量为863人。